# جامعة كاليفورنيا، نورث ردج
جامعة كاليفورنيا، نورث ردج (بالإنجليزية: California State University, Northridge)‏ هي جامعة، ومؤسسة تعليمية عامة في الولايات المتحدة، تأسست في 1957، في الولايات المتحدة.